# Bart Simpson
Bartholomew "Bart" Jo-Jo Simpson imaginarni je lik iz crtane TV serije Simpsoni. Glas mu posuđuje Nancy Cartwright. Rođen je, kako saznajemo u seriji 1. travnja 1980. godine, najvjerojatnije jer je 1. travanj dan šale. Sin je Marjorie "Marge" Bouvier Simpson i Homera J. Simpsona, te brat dviju mlađih sestara Lise Simpson i Margaret "Maggie" Simpson. Živi s obitelji u imaginarnom gradu Springfieldu, kakvih u SAD-u ima 20-tak. U epizodi "Margical History Tour" karikiran je film Miloša Formana Amadeus.

## Osobine
Bart nije posebno nadaren učenik, ali ipak pohađa Springfieldsku školu. Uživa u zafrkavanju ravnatelja škole, Seymoura Skinnera, ali i ostalih profesora. Iako voli svoju sestru, uvijek ju zafrkava zbog njenog izgleda. Poznat je po svojoj šiljastoj frizuri, pa tako u jednoj epizodi želi imati prirodnu kosu i završi ćelav. Često se okoristio od Charlesa Montgomerya Burnsa. Iako zločest prema ravnatelju Skinneru, pomogao mu je da vrati svoju ljubav, profesoricu Ednu.

## Treehouse of horror
Treehouse of Horror je naziv posebne epizode koja se uvijek emitira na Noć vještica. Sastoji se od 3 zasebne epizode sa SF događajima, parodijama poznatih horora itd. Jedna od najpoznatijih je ona kada otkriju da ima blizanca koji zaveže Barta na tavanu. Bart je poseban dio tih epizoda jer one apsolutno odgovaraju njegovom karakteru.